# استان قیصریه
نام یکی از استان‌های ترکیه است که مرکز آن هم شهری است به همین نام.

## نگارخانه

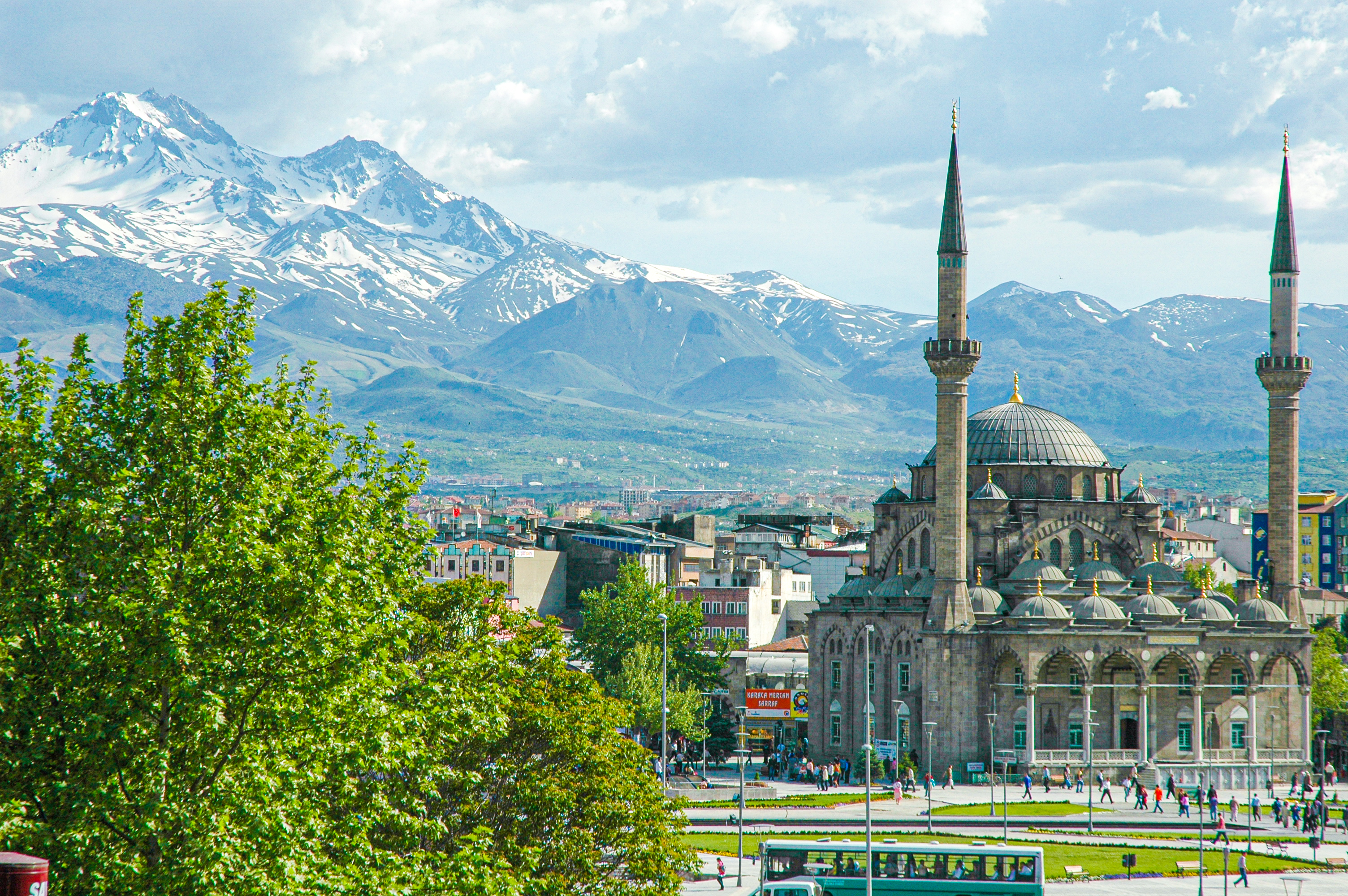
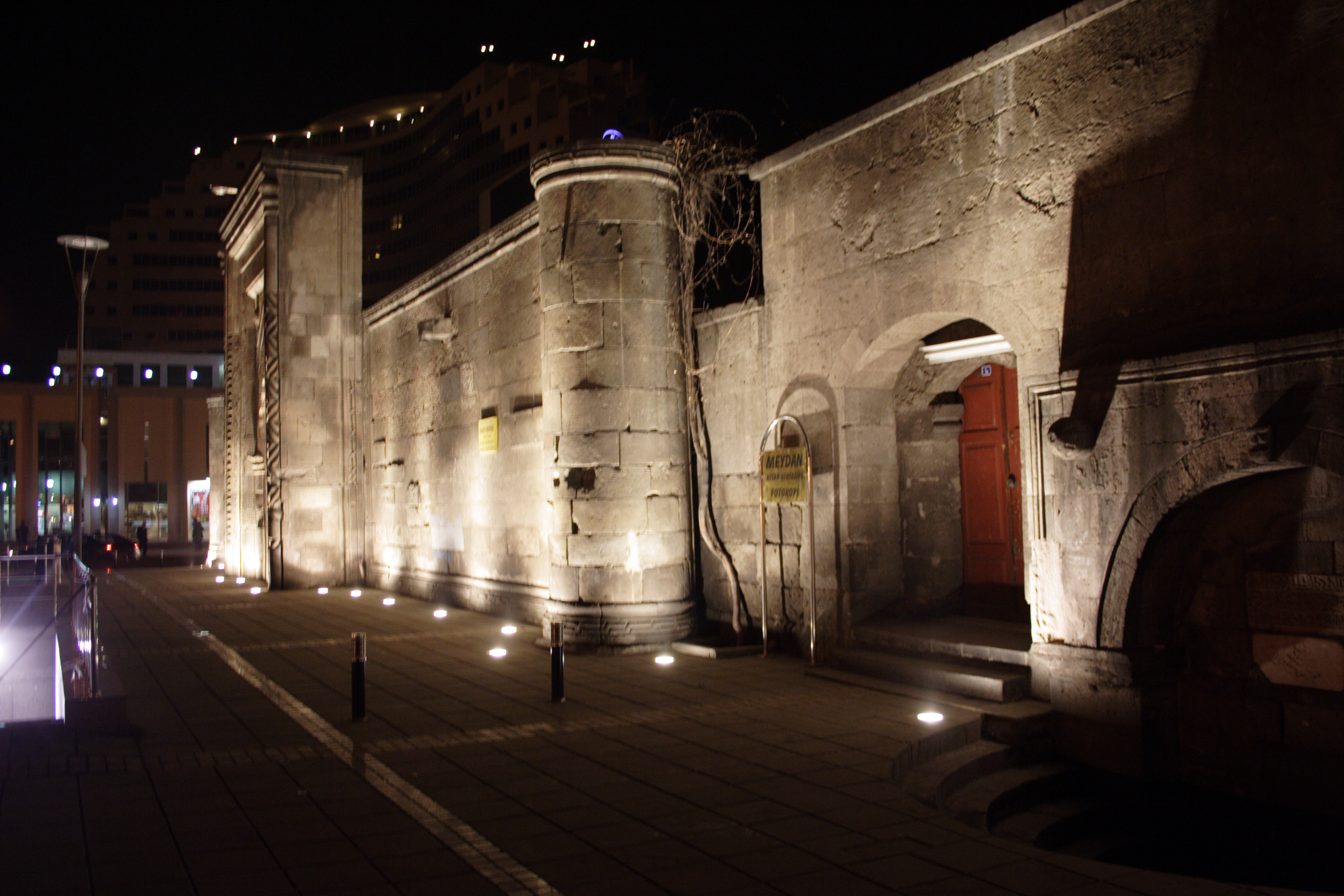

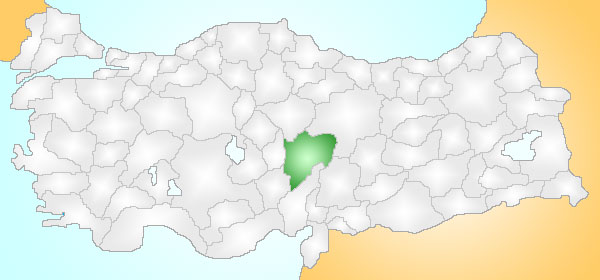
محل استان قیصریه